# Mirkhal, Basavakalyan
Mirkhal là một làng thuộc tehsil Basavakalyan, huyện Bidar, bang Karnataka, Ấn Độ.